# Aurora (Schiff, 1769)
Die Aurora war eine 32-Kanonen-Fregatte 5. Ranges der Niger-Klasse der britischen Marine, die von 1769 bis 1770 in Dienst stand.

## Geschichte

### Bau
Die spätere Aurora wurde am 8. Dezember 1762, noch während des Siebenjährigen Krieges, bestellt und am 10. Oktober 1763 bei der Marinewerft in Chatham, unter der Bauaufsicht des Schiffbaumeisters Edward Allin auf Kiel gelegt. Der Stapellauf erfolgte am 3. Januar 1766 und die Fertigstellung am 24. Juli 1679, unter dem Schiffbaumeister Joseph Harris. Die reinen Baukosten betrugen 10.595 Pfund 3 Schilling und 6 Pence (siehe Pfund Sterling).

### Einsatzgeschichte
Die Aurora wurde am 15. Juni 1769 unter dem Kommando von Captain Thomas Lee offiziell in Dienst gestellt und nach Ablieferung für 5.362 Pfund 10 Schilling und 10 Pence ausgerüstet. Am 30. September 1769 verließ das Schiff England mit dem Ziel Indien, zur Unterstützung der britischen Ostindien-Kompanie. Mit an Bord war auch Henry Vansittart, ein Kolonialbeamter, welcher gegen die örtliche Korruption vorgehen sollte.
Im Dezember 1769 lief die Aurora die niederländische Kolonie Kapstadt (Kap der Guten Hoffnung) zur Auffrischung ihrer Vorräte an. Sie verließ diesen Hafen am 29. Dezember 1769 und verschwand im Januar 1770 im Indischen Ozean unter Verlust der gesamten Besatzung und Passagiere.